# Marselan
Le marselan est un cépage noir de cuve, originaire de France, résultat du croisement des cépages cabernet sauvignon et grenache noir. Il a été créé en 1961, près de Marseillan par les chercheurs de l’INRA et de l’ENSAM. Il a été introduit principalement dans le vignoble du Languedoc, de la Vallée du Rhône, en Espagne ainsi que sur la côte nord de la Californie, en Suisse, en Israël,au Monténégro et en Uruguay. 

## Description
Il est connu et réputé pour ses raisins de très petite taille, ce qui implique un faible rendement en jus (en moyenne 160 kg de vendanges pour 100 litres).
La vinification de cette variété donne un vin rouge concentré, rustique et charnu aux arômes épicés et fruités, aux tanins prononcés. 
Le seul clone actuellement disponible est le numéro 980.

## Qualités
Le croisement des deux cépages aboutit à une variété résistante à la sécheresse et aux parasites, ce qui induit moins de traitements et en conséquence un coût de revient moins élevé. Utilisé généralement dans les assemblages, le marselan donne de très bons résultats, tant du point de vue de la qualité des vins que de la quantité.  

## Synonyme
Il est quelquefois désigné sous son code d'obtention INRA 1810-68.